# Boginka

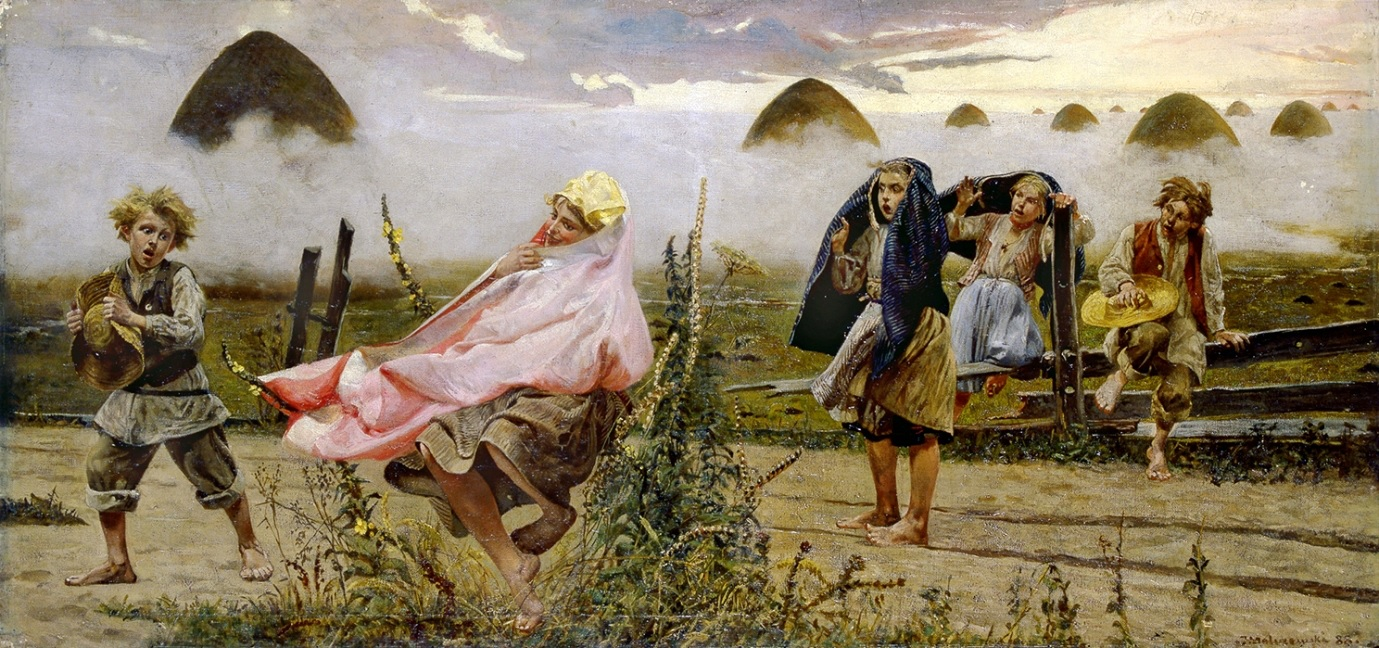
Jacek Malczewski – Boginka w dziewannach, cykl Rusałki

Boginka (także: dziwożona, mamuna, rusałka) – w przedchrześcijańskich wierzeniach Słowian demon żeński, będący personifikacją sił przyrody, wrogi wobec ludzi.

## Etymologia
Nazwa wywodzi się od słowa Bóg/bóg/bogini. Z czasem w wierzeniach ludowych pojęcie boginki zostało zastąpione zapożyczonym terminem rusałka, zaczęto też utożsamiać je ze strzygami, dziwożonami, topielicami, mamunami. Według teorii Henryka Łowmiańskiego było to spowodowane ewolucją archaicznego terminu, który pierwotnie stanowił ogólne określenie demonów żeńskich.

## Wygląd i działalność

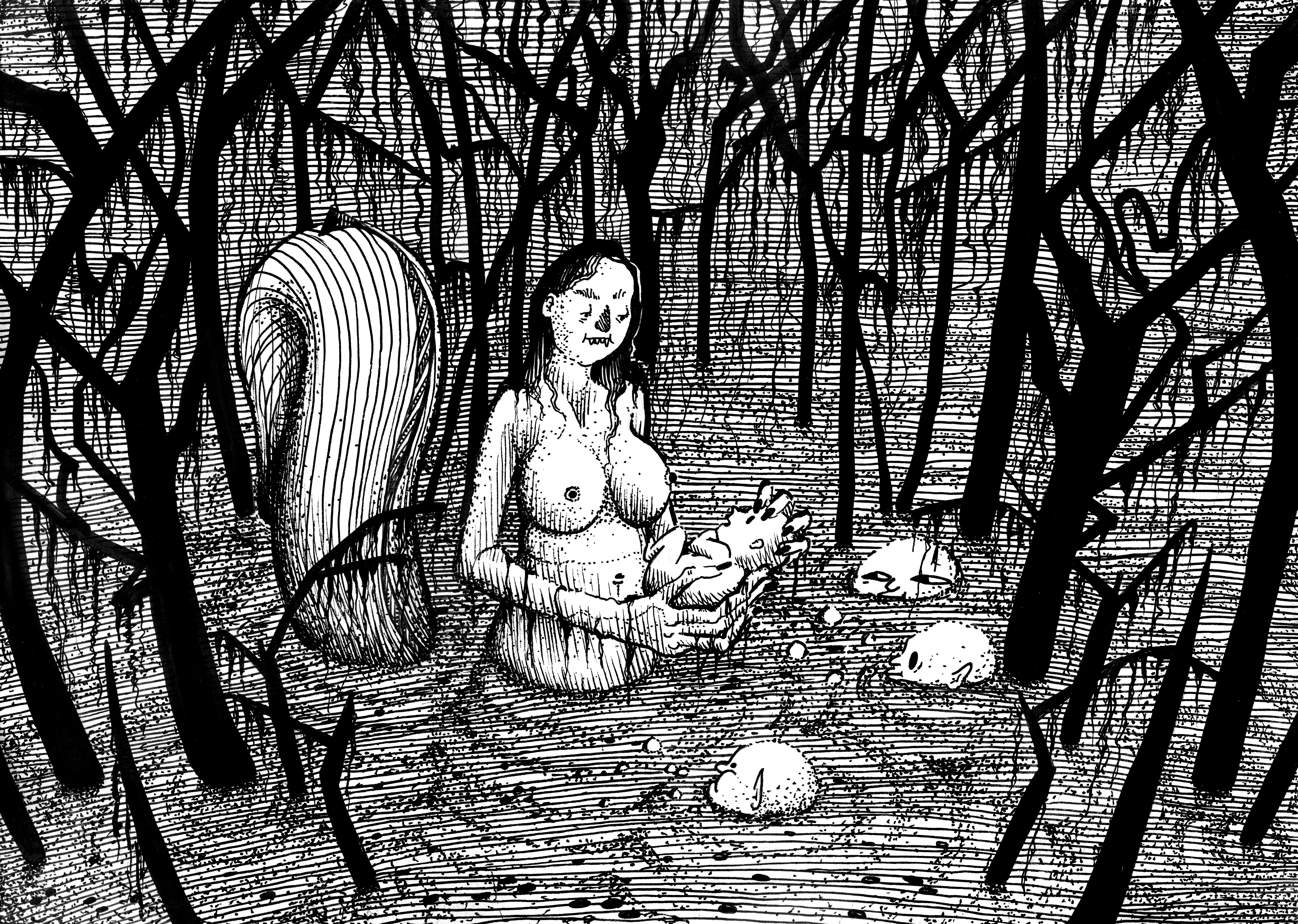
Siedlisko bogienek – grafika, Maria Apoleika

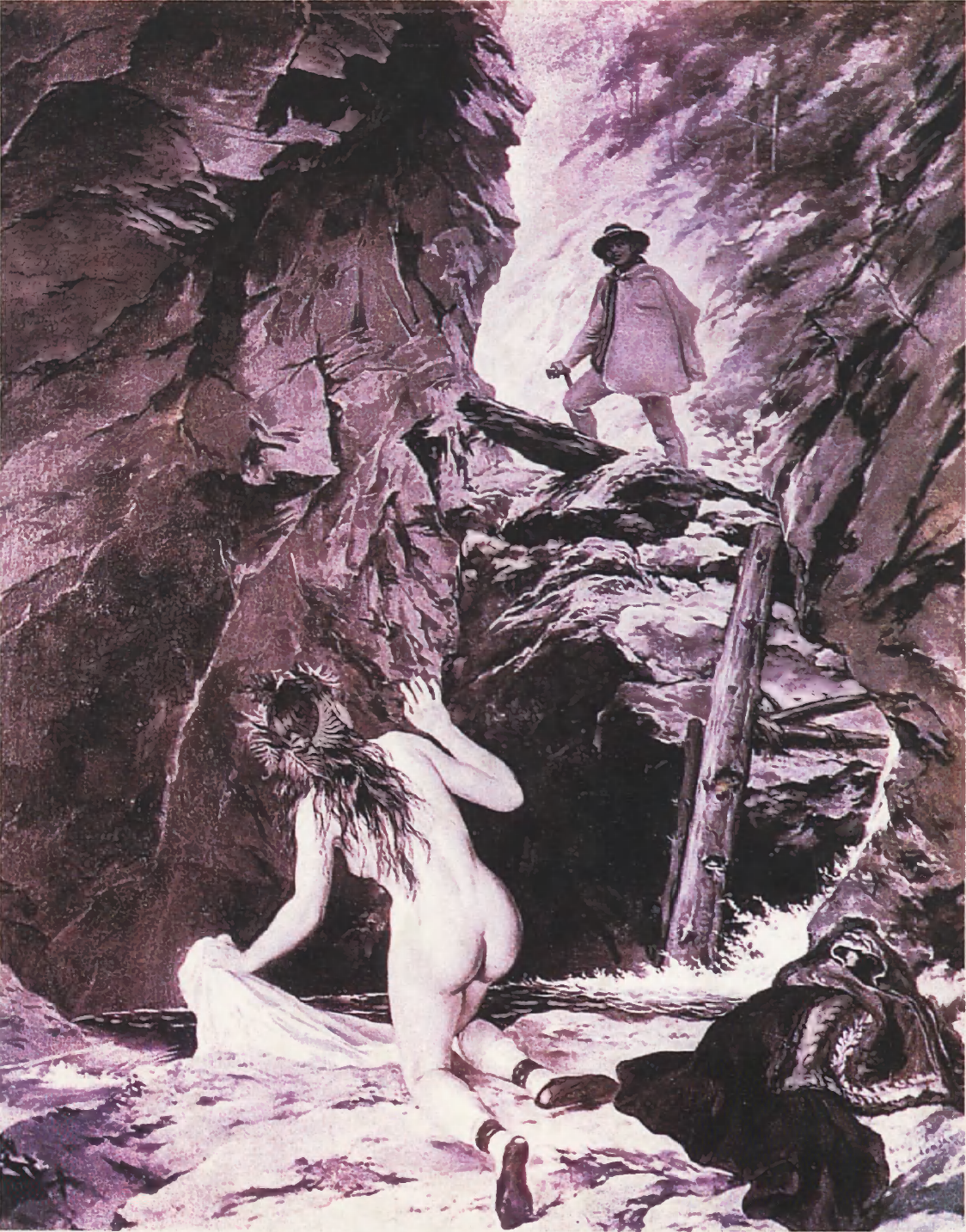
Spotkanie Sabały z boginką tatrzańską według wyobrażenia Walerego Eljasza-Radzikowskiego

Boginki zamieszkiwały bagna, jeziora, rzeki, lasy i góry. Można je było spotkać nad wodą podczas prania chust drewnianymi kijankami. Gdy ktoś się zbliżył, boginki mogły zabić śmiałka (głównie młodą matkę) uderzeniami kijanek lub porwać. Boginkami miały stawać się kobiety zmarłe przy porodzie, samobójczynie i morderczynie dzieci. Wyobrażano je sobie jako szkaradne kobiety o obwisłych piersiach, dużych głowach i krzywych nogach lub jako piękne młode dziewczyny, zwykle nagie.
Według górali pienińskich boginki miały czarne włosy, czarne oczy i śniadą cerę. Mieszkały w potokach i jarach w pobliżu wsi. Ponieważ lubiły zielony groch, zakradały się na pola, gdzie był wysiany i niszczyły zbiory. Podmieniały także nowonarodzone dzieci i porywały kobiety w połogu
Te rozmaite opisy wyglądu i zachowań boginek mają dużo wskazań na zapisy folklorystyczne dotyczące zarówno dziwożon, jak i rusałek.
Boginki napadały na kobiety po porodzie i podmieniały im dzieci. Istniały różne warianty tego wierzenia, m.in.:
- boginki przychodzą podmienić dziecko w południe w domu (gdy matka wychodzi w pole zanieść jedzenie starszym domownikom) lub o północy, gdy wszyscy śpią[4].
- boginki pojawiają się w parach wraz z towarzyszącym im mężczyzną w rogatej czapce: grupa ta wchodzi i uderza matkę w twarz albo bije się z nimi, po czym zabiera zdrowe (nieochrzczone) dziecko i zostawia dziecko chude, krzykliwe[4].

Podmienione dziecko stawało się odmieńcem. Wskazywały na to szczególne cechy wyglądu dziecka, np. duża głowa, wybałuszone oczy, niesprawność umysłowa oraz szczególne zachowanie, takie jak: płaczliwość, problemy z mową, koordynacją ruchów itp.
Boginki porywały także kobiety na mamki swoich dzieci oraz „podmieniały” je lub męczyły, czego efekty dziś utożsamiamy z depresją poporodową czy tzw. baby bluesem. Kobiety w tym stanie stawały się nienaturalnie wycofane lub roszczeniowe, dokuczające otoczeniu. Tłumaczono to wcześniejszym porwaniem młodej matki przez boginki na bagna lub mokre łąki: tam istoty kobietę „taplały w błocie, wykręcały ręce i nogi, biły kijankami po plecach”. U górali pienińskich, boginki łaskotały młodą matkę na śmierć.
Boginki również płoszyły konie przy wodopoju i bydło na polu, niszczyły też sieci rybackie.
Zapisy terenowe wykazują szczególne podobieństwo działań boginek, dziwożon i mamun.

## Sposoby przeciw boginkom
Porwanie kobiety w połogu:

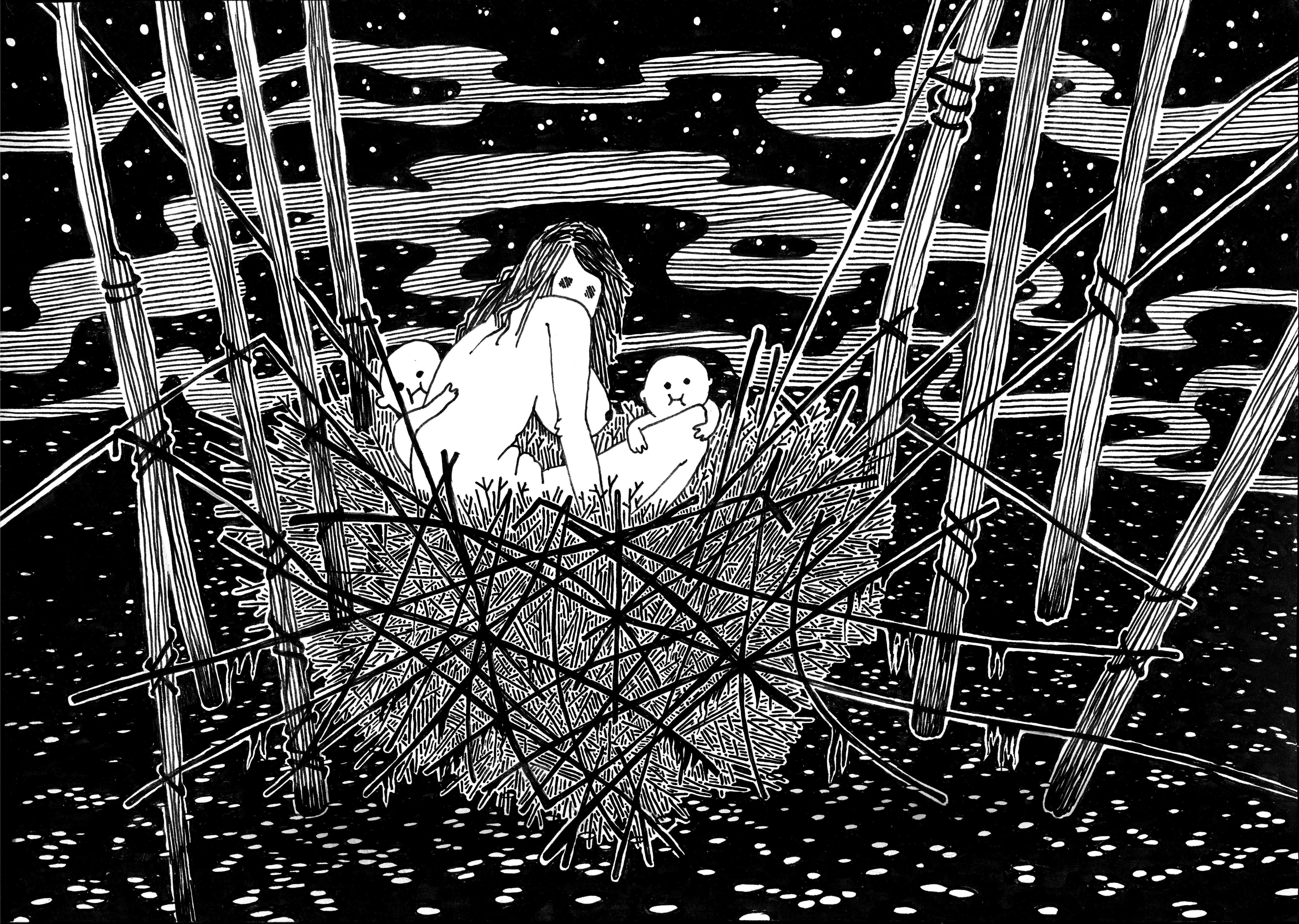
Gniazdo bogienki – grafika, Maria Apoleika

- górale tatrzańscy i beskidzcy, a także mieszkańcy dawnej Galicji zachodniej znali opowieść o ochronnym działaniu „dzwonka”, czyli dziurawca (łac. Hyperium perforatum). Gdy boginki (w Tatrach – dziwożony) niosły porwaną położnicę, mogła ona chwycić się właśnie tego kwiatu – boginki bojąc jego mocy, ze złością upuszczały porwaną młodą matkę[7].

Podmiana dziecka:
- według Krakowiaków i Hucułów, podmienione dziecko należało zanieść na granicę (wsi/pola/dróg itp.), następnie obić je, by głośno płakało i odwrócić się. Wierzono, że boginki litując się nad losem swojego dziecka, zabiorą je i zostawią na miejscu ukradzione wcześniej dziecko ludzkie[1][4].

- okna i drzwi domu, gdzie leżała kobieta z noworodkiem, obtykano poświęconymi palmami wielkanocnymi i/lub kwiatami „dzwonka”, by odstraszyć boginki, a także zawieszano w oknach wianki[7][4]. Zioła i kwiat kładziono także do kołyski dziecka.
- w Tarnowskiem i Rzeszowskiem radzono sporządzić kadzidło z ziela „podróżnik” do okadzenia domostwa i kobiety w połogu[11]
- kobiety po porodzie nie mogły przez jakiś czas wychodzić za próg, by uniknąć porwania dziecka[4].
- podmienione dziecko należało obić rózgą na śmietniku, dodatkowo pojąc je wodą ze skorupki jajka, by przywołać boginkę[9].

Psujący się most/młyn:
- pod Krakowem znana była opowieść o młynarzu, któremu ciągle psuł się słup przy moście. Tajemniczy nieznajomy poradził mu na jarmarku, żeby przesunął słup, bo pod mostem mieszkają boginki, którym słup przeszkadza. Kiedy młynarz wykonał polecenie, most przestał się psuć[7].